# Yoshimi Ōsawa
Yoshimi Ōsawa (en japonés: 大沢慶己, Sakura, 6 de marzo de 1926-21 de octubre de 2022) fue un judoca y profesor japonés. Ampliamente considerado uno de los mejores judocas de la historia, fue discípulo de Kyūzō Mifune. Hasta su muerte, fue el único superviviente del impresionante 10.° dan y uno de los sólo quince que lo han alcanzado por el Kōdōkan.
Tras su retiro fue dirigente del Kōdōkan y de la Federación de Judo de Japón, desempeñándose como presidente de los departamentos de Mujeres e Internacional, en ambas organizaciones. Se le atribuye ser el responsable de la expansión mundial del judo femenino.

## Biografía[2]
Hijo mayor de cuatro hermanos de una familia de campesinos, su padre fue alcalde de la aldea. Se inició en el judo en 1938, debido a que en su escuela secundaria el kendo o este eran obligatorios y para llegar al instituto: Ōsawa recorría 8 km corriendo por un camino de ripio, cruzaba el lago Inba-numa en barco, montaba una bicicleta hasta la estación de Usui y tomaba un tren hasta Sakura en un viaje de ida y vuelta de tres horas.
En febrero de 1943, a los 17 años y siendo alumno de Shinji Tsuchiya (8.° dan), era cinturón negro y sorprendió al Kōdōkan cuando venció a 15 competidores para ganar el torneo colegial de forma invicta, repitió el título al año siguiente. Allí fue felicitado por su dominio en la técnica del uchi mata.

### Juventud
Se educó en la Universidad de Waseda donde se recibió de licenciado en comercio y trabajó hasta su jubilación en Mizuho Securities. En la universidad fue discípulo de Hideo Yamamoto (9.° dan), entrenaba 4 horas al día (lo que hoy es considerado una «práctica feroz») y era supervisado todos los meses por Kyūzō Mifune.
En junio de 1945 fue reclutado al Ejército Imperial Japonés, alistado al 57.º Regimiento de Infantería y sirvió en la Guerra del Pacífico como defensa de la ciudad de Tateyama; aunque no llegó a combatir.

## Carrera
Después de graduarse de la universidad en marzo de 1946, participó en la Primera Batalla de Tomon Mita en noviembre de 1947 campeonato al derrotar a Shokichi Natsui y Hideomi Narumo. En el Kodokan Spring Red and White Match en mayo del mismo año, fue derrotado por su rival Toshiro Daigo 4th Dan, pero participó en el campeonato de las seis prefecturas de la región de Kanto en octubre como diputado general de la prefectura de Chiba. y derroté a Daigo en el partido final. Jugando una humillación. Tanto Osawa como Daigo nacieron en la misma prefectura de Chiba en 1926, y aunque sus físicos son significativamente diferentes, se reconocieron como rivales, y Daigo, quien ganó todo Japón dos veces, dijo a los alrededores que "perdí contra Osawa". por otro lado, Osawa también elogió que "el Sr. Daigo era realmente fuerte". Además, cuando era estudiante, participó en el Campeonato All-Kanto All-Kyushu en octubre de 1948, y terminó el Ishibashi Godan en solo 30 segundos después del inicio del partido.
Participó activamente en torneos importantes como el Campeonato de Japón y la Competencia Este-Oeste de Japón.
Compitió contra todos los tamaños, siendo muy apreciado por su técnica; particularmente por su ashi-waza y ganó el campeonato nacional derrotando al campeón de 1948, Yasuichi Matsumoto, para ganar el torneo en noviembre de 1948.

## Retiro
Fue el instructor principal en la Universidad de Waseda. Fue entrenador en los Juegos Olímpicos de Tokio 1964, donde su país.
De 1979 a 1989 fue instructor del Departamento de Asuntos Internacionales. Entrenó a Kaori Yamaguchi.
Después de retirarse, viajó a Brasil. Fue desafiado por Helio Gracie, quien previamente había sido derrotado por Kimura, pero como entrenador se vio obligado a rechazar el combate. Osawa fue el instructor principal en la Universidad de Waseda.
Después de la Segunda Guerra Mundial, una etapa donde el judo se popularizó a nivel mundial y magnificó la cantidad de judocas, Osawa fue considerado uno de los más brillantes y mejores técnicos.
Escribió el libro Kodokan Judo: A Guide to Proficiency.
El 8 de enero de 2006, a la edad de 79 años, fue promovido al 10° dan en la Ceremonia Kagami biraki de Año Nuevo. En el mismo acto, Ichirō Abe y Toshirō Daigo también fueron investidos.